# Sònia Gelmà
Sònia Gelmà (Sant Andreu de Llavaneres, Maresme, 1976) és una periodista esportiva catalana. Des del 2000 fins al 2016 va treballar al departament d'esports de RAC1, per la qual va ser micròfon autònom al Barça juga a Rac1. Al setembre del 2016 va abandonar l'emissora privada i va passar a Catalunya Ràdio on presenta el programa diari «Tot Costa», juntament amb Jordi Costa. El 2021 aquest programa va celebrar la mil·lèsima edició. És col·laboradora habitual del diari El Periódico.